# Municipio de Gum Springs
El municipio de Gum Springs (en inglés: Gum Springs Township) es un municipio ubicado en el condado de White en el estado estadounidense de Arkansas. En el año 2010 tenía una población de 3915 habitantes y una densidad poblacional de 90,59 personas por km².

## Geografía
El municipio de Gum Springs se encuentra ubicado en las coordenadas 35°12′55″N 91°45′33″O / 35.21528, -91.75917. Según la Oficina del Censo de los Estados Unidos, el municipio tiene una superficie total de 43.22 km², de la cual 43.06 km² corresponden a tierra firme y (0.35%) 0.15 km² es agua.

## Demografía
Según el censo de 2010, había 3915 personas residiendo en el municipio de Gum Springs. La densidad de población era de 90,59 hab./km². De los 3915 habitantes, el municipio de Gum Springs estaba compuesto por el 90.24% blancos, el 6.36% eran afroamericanos, el 0.31% eran amerindios, el 0.41% eran asiáticos, el 0.05% eran isleños del Pacífico, el 1.23% eran de otras razas y el 1.4% pertenecían a dos o más razas. Del total de la población el 3.24% eran hispanos o latinos de cualquier raza.